# Mireia Borrás Pabón
Pour les articles homonymes, voir Borrás et Pabón.
Mireia Borrás Pabón, née le 14 octobre 1986 à Madrid, est une femme politique espagnole, membre de Vox.

## Biographie
Titulaire d'un master en sciences économiques et en journalisme, elle possède 51 % des actions du groupe GoiPlug.
Lors des élections générales anticipées du 10 novembre 2019, elle est élue au Congrès des députés pour la XIVe législature. Elle est députée européenne en 2024.